# Brignoliella
Brignoliella là một chi nhện trong họ Tetrablemmidae.